# Drevo srca
Drevo srca je slikanica, ki jo je napisala Bina Štampe Žmavc, ilustrirala pa Urška Stropnik Šonc. Delo je izšlo leta 2001 pri založbi Obzorja, leta 2005 pa je bilo ponatisnjeno pri isti založbi.
Zgodba z ilustracijami Marlenke Stupica je prvič izšla leta 1996 v reviji Ciciban.

### Liki in zgodba
Dogajalni prostor je vrt pri domači hiši, ob cvetoči jablani. Dedek in njegova vnukinja Tili pogovarjata o tem, da moramo biti dobri ljudje in si med seboj pomagati.